# 종교개혁500주년기념대회 신학선언서

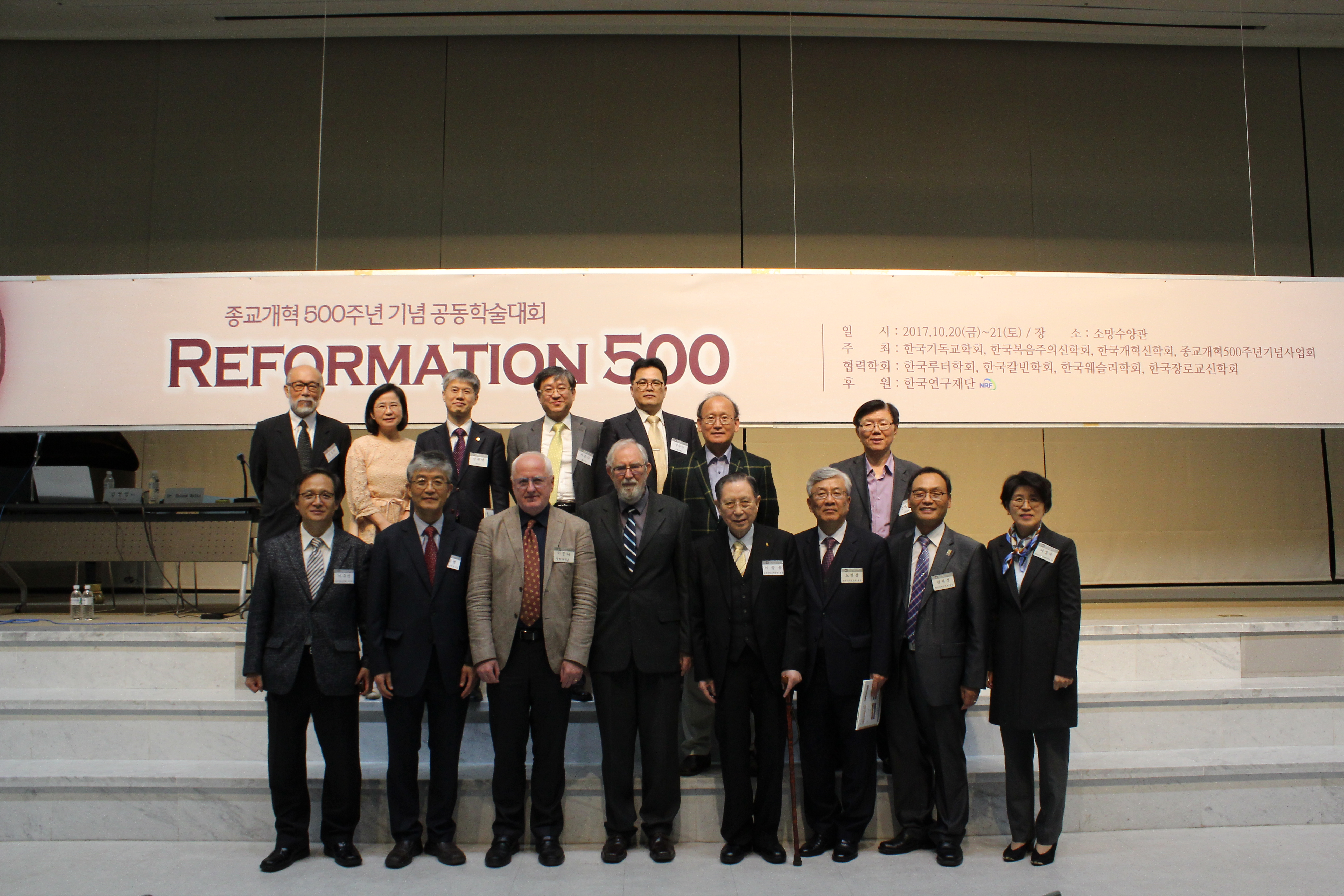
종교개혁500주년기념대회 위원들

종교개혁500주년기념대회 신학선언서는 2017년 10월 20일 한국의 신학자들이 종교개혁500주년기념일을 맞아 소망수양관에서 발표한 기독교 신학자들의 선언서이다.

## 신학선언서기초위원회
위원장: 김재성, 위원: 김선영, 김요섭, 김은수, 문병구, 박영환, 박종천, 박창훈, 안명준, 연규홍, 유영권, 이규민, 이승구, 이정구, 임원택, 전현식, 최윤배 (가나다순)

## 선언서 발표문
종교개혁 500주년 공동학술대회를 개최하는 한국의 신학자들과 참가자들은 마르틴 루터가 1517년 10월 95개조 조항을 발표했던 역사적 사건을 기념하며, 종교개혁의 신앙적 유산을 재조명 하면서 새로운 다짐과 각오를 합니다. 종교개혁자들이 교회의 회복과 사회적 갱신을 통해 교회와 사회를 개혁코자 하였던 것을 기억하며, 이에 우리도 근본으로 돌아가 다음과 같이 선언합니다.
- 1. 우리는 종교개혁자들이 그릇된 신학과 전통에 맞서 오직 성경 말씀의 권위에 의존하여 변질된 교리와 잡다한 종교적 허상들을 벗겨내어 기독교의 복음을 제시하려 했던 개혁정신을 창조적으로 계승할 것을 선언합니다.
- 2. 우리는 오직 예수 그리스도께서 하나님과 인간 사이의 중보자가 되셔서, 구원의 계획을 이루시기 위해 십자가에 죽으시고 부활하시어 승천하셨음을 고백하였던 종교개혁자들의 신앙을 계승해 나갈 것을 천명합니다.
- 3. 우리는 오직 하나님의 은총에 근거해서 죄로 인해 타락한 인간들이 하나님의 진노하심으로부터 구원받을 수 있음을 말하였던, 종교개혁자들의 기독교 복음에 대한 확신을 세상과 교회를 향해 선포할 것을 다짐합니다.
- 4. 우리는 인간이 성취와 종교적 업적이 없을지라도, 오직 하나님이 보내신 독생자 예수 그리스도를 마음으로 믿어 고백하는 믿음을 통해, 죄의 용서와 성화 그리고 구원이 주어진다는 종교개혁자들의 복음 선포가 지금도 유일한 소망임을 확신합니다.
- 5. 우리는 종교개혁자들이 오직 하나님의 영광을 위해 이 땅에서 하나님의 나라가 이루어지도록 힘썼던 정신을 계승해 나갈 것입니다. 우리는 하나님의 창조와 섭리를 증거하고, 예수 그리스도의 지혜에 근거한 사랑의 열매를 맺으며 세상 속에서 섬기는 삶을 실천함으로써, 하나님께 영광을 돌릴 수 있도록 최선을 다할 것을 다짐합니다.
- 6. 우리는 종교개혁자들이 상호 존중하였으며 진리를 회복하여 교회를 바로 세워나가고자 연합과 일치의 노력을 경주하였음에 유의하면서, 오늘날 교파를 초월하여 모든 지상의 교회들이 일치와 연합을 위해 힘쓰는 것이 시대적 과제임을 확인합니다.
- 7. 모든 그리스도인들은 세상의 악과 부패에 맞서 정의로운 평화를 위해 노력하며, 자신과 주변을 계속적으로 갱신하기 위해 날마다 선한 싸움에 힘쓸 것을 다짐합니다. 우리는 이 땅 위에 주님의 샬롬을 성취하기 위해 국가 간의 폭력, 특히 오늘의 한반도에 드리워진 핵전쟁의 위기를 끝내야 하며, 불의한 사회 상황이 가져오는 폭력, 또 자연에 대한 폭력으로서의 생태계의 파괴를 극복해 나갈 것을 선언합니다.
- 8. 우리는 종교개혁자들이 '십자가의 신학'을 강조했던 것처럼 가난한 자와 병든 자들을 돌보시고 눌린 자들과 소외당한 자들을 치유하신 예수 그리스도의 심장을 갖고 목양해 나갈 것을 천명합니다. 모든 교회들이 영광의 신학을 추구하는 목회 철학과 개교회 중심주의, 성장주의, 권위주의 등을 내려놓는 것이 오늘의 과제이며, 작금의 신자유주의 체제 하에서의 양극화 현상을 극복하기 위해 노력함과 동시에 각종 증오와 갈등을 사랑으로 감쌀 책임이 기독교인들에게 있음을 확인합니다.
- 9. 기술자본주의 시대는 인간의 삶의 조건을 편리하게 만들어 주었으나, 역설적으로 삶의 환경은 황폐해졌습니다. 이에 우리는 하나님이 창조하신 세계 질서 내에서의 새로운 기술 발전을 기대하면서, 그에 따른 생태계에 대한 책임적 윤리 의식을 잊지 말 것을 다짐합니다.
- 10. 신학은 겸허히 교회를 섬겨야 하며, 교회는 신학 앞에서 항상 자신을 조망해 보아야 합니다. 교회와 신학은 서로를 존중하며 서로에게 배우며 서로를 성장시키는 것입니다. 교회 없는 신학이나, 신학 없는 교회는 온전치 않은 것으로, 우리는 신학무용론의 반지성주의와 교회 없는 신학의 공허함을 모두 경계합니다.

우리는 종교개혁자들의 유산을 창조적으로 계승할 것을 다짐하면서, 진리에 대한 확고한 태도와 경건한 자세를 갖추고, 모든 일에 겸손하면서도 용기와 희망의 확신을 갖고, 가정과 교회와 사회 속에 진리를 적용하고 발전시켜서 이 땅에 임하는 하나님 나라를 증언하는 사명에 헌신할 것을 선언합니다.
- 2017년 10월 20일
- 종교개혁 500주년 기념 공동학술대회 참가자 일동

## 같이 보기
- 종교개혁500주년기념일
- 종교개혁기념일
- 종교 개혁
- 종교 개혁가
- 종교 개혁가들의 신학
- 요한칼빈탄생500주년기념사업회

## 선언서 동영상
- 종교개혁 500주년 한국신학자선언, 한국기독교학회